# Tiểu sử Mozart
Wolfgang Amadeus Mozart mất sau một thời gian ngắn bị bệnh vào ngày 5 tháng 12 năm 1791, ở tuổi 35. Danh tiếng của nhà soạn nhạc, dù đã rất mạnh mẽ trong cuộc đời của ông, đã tăng nhanh chóng trong những năm sau khi ông mất, và ông trở thành một trong những nhà soạn nhạc vĩ đại nhất trong lịch sử.
Ngay sau khi Mozart mất, người ta bắt đầu lắp ráp những mảnh nhỏ để hoàn chỉnh tiểu sử của ông, dựa vào kí ức của những người còn sống mà có liên quan tới ông. Việc sáng tạo tiểu sử của ông đã trở thành một hoạt động của các học giả từ rất lâu.

## Mở đầu của tiểu sử

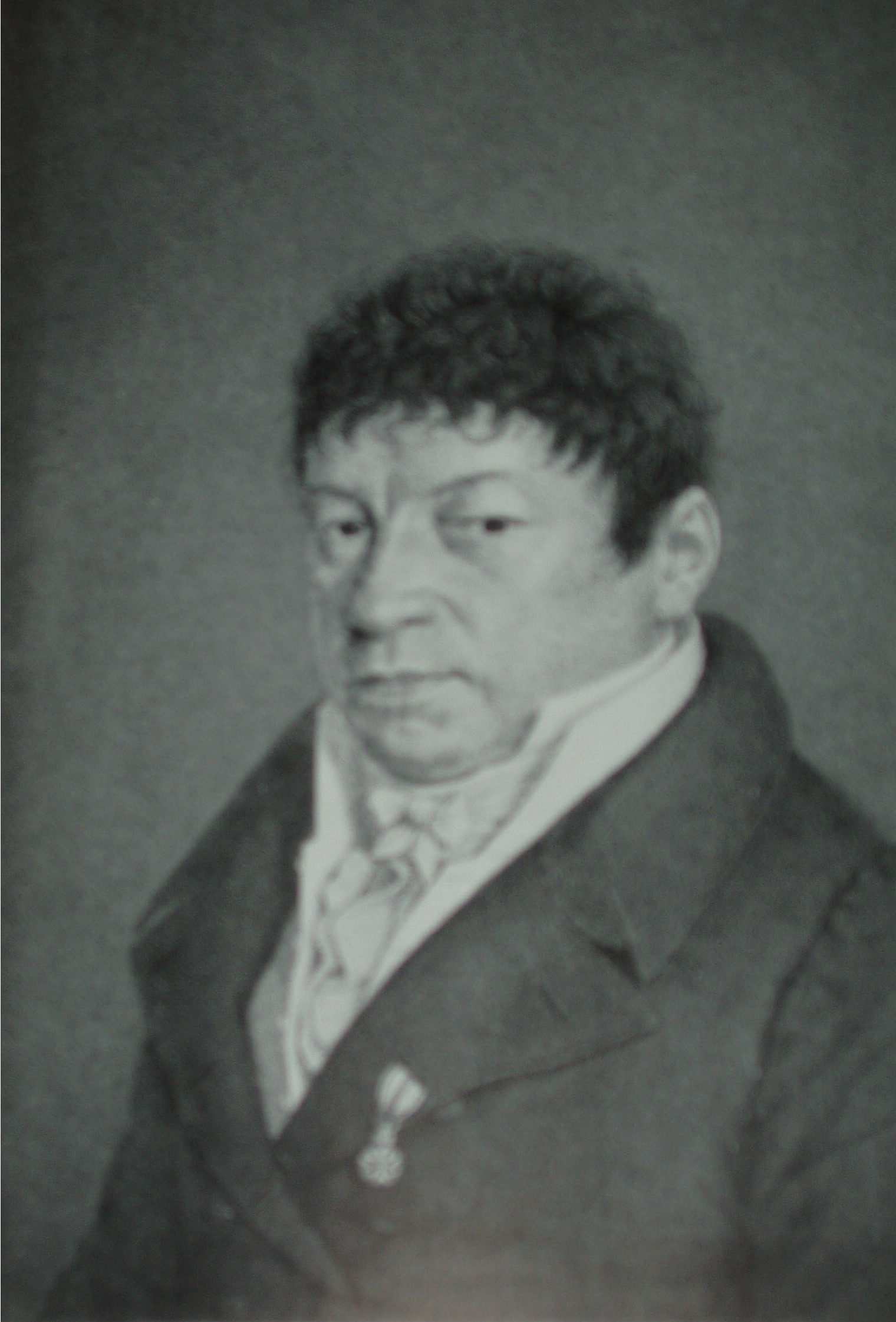
Chân dung của Friedrich Schlichtegroll; họa sĩ khuyết danh

Friedrich Schlichtegroll là một giáo viên, một học giả, người đã xuất bản sơ lược tiểu sử Mozart năm 1793. Cáo phó này là một phần của một bản cáo phó đầy đủ hơn được gọi là Nekrolog. Hai người chưa bao giờ gặp nhau. Hầu hết các thông tin là từ Nannerl, chị gái Mozart, và Johann Andreas Schachtner, một người bạn của gia đình Mozart trong những năm đầu.
Franz Xaver Niemetschek là một công dân Prague, một giáo viên, nhà văn. Niemetschek được cho là đã gặp Mozart và yêu cầu được làm quen với những người bạn của Mozart ở Praha. Sau khi Mozart mất, vợ góa của ông Constanze gửi Carl, con trai, đến sống với Niemetschek từ 1792-97. Thông qua những mối quan hệ với gia đình Mozart, Niemetschek thu thập được những thông tin cần thiết để viết tiểu sử Mozart. Nguồn chính của ông là Constanze và những người bạn của Mozart ở Praha. 

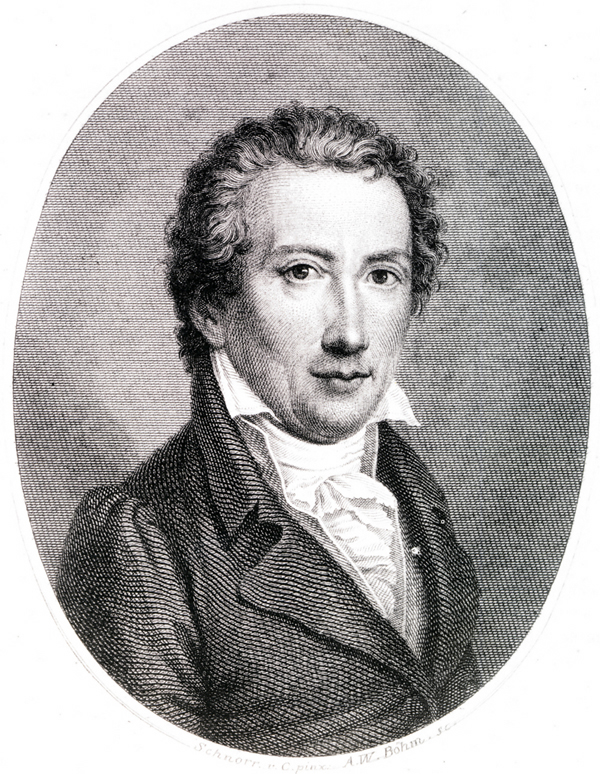
Chân dung Friedrich Rochlitz, bởi Veit Hanns Schnorr von Carolsfeld năm 1820

Đây là bản dịch chưa hoàn thành. Chúng tôi sẽ hoàn thành nó sớm nhất có thể. Nếu bạn muốn sửa đổi hoặc hoàn thành tiếp bản dịch này, xin tham khảo trang gốc tiếng Anh "Biographies of Mozart" bên dưới.